# Campionati del mondo di mountain bike 2012 - Downhill maschile Junior
La Downhill maschile Junior dei Campionati del mondo di mountain bike 2012 si è svolta il 2 settembre 2012 a Leogang, in Austria. La gara è stata vinta dal francese Loïc Bruni, che ha terminato la gara in 3'29"139.

## Classifica (Top 10)
| Pos. | Corridore         | Squadra       | Tempo    |
| ---- | ----------------- | ------------- | -------- |
| 1    | Loïc Bruni        | Francia       | 3'29"139 |
| 2    | Richard Rude Jr.  | Stati Uniti   | a 3"121  |
| 3    | Connor Fearon     | Australia     | a 4"944  |
| 4    | Noel Niederberger | Svizzera      | a 6"029  |
| 5    | Jack Moir         | Australia     | a 7"836  |
| 6    | Fraser McGlone    | Gran Bretagna | a 7"856  |
| 7    | Guillaume Cauvin  | Francia       | a 8"051  |
| 8    | Phil Atwill       | Gran Bretagna | a 9"455  |
| 9    | Felix Klee        | Svizzera      | a 10"134 |
| 10   | Austin Warren     | Stati Uniti   | a 10"826 |